# Ostrov krále Jiřího
Ostrov krále Jiřího (anglicky King George Island) je největší ostrov ze souostroví Jižní Shetlandy, které jsou součásti Britského antarktického území (BAT). Ostrov je trvale neobydlený a téměř z 80 % zaledněný.

## Poloha
Leží zhruba uprostřed 540 km dlouhého řetězce ostrovů nalézajících se na západní, návětrné straně Antarktického poloostrova s kterým probíhají téměř souběžně. Ostrovy jsou od poloostrova odděleny asi 120 km širokou Bransfieldovou úžinou (Bransfield Strait) a z opačné strany jsou izolovány od Hornova mysu v Jižní Americe přibližně 180 km širokým Drakeovým průlivem. Souřadnice ostrova krále Jiřího jsou 58° 20' západní zeměpisné délky a 62° jižní zeměpisné šířky.

## Historie
Za objevitele ostrova krále Jiřího se považuje britský lovec tuleňů a obchodník William Smith, který 16. října 1819 u ostrova přistál a prohlásil území za britské teritorium. Zpráva o nalezu místa s množstvím tuleňů se brzy mezi lovci rozšířila a tuleni byli během pár let téměř vybiti. Dne 22. ledna následného roku přistálo u ostrova britské královské loďstvo pod vedením Edwarda Bransfielda, které ostrov opět zabralo pro britskou korunu a vykonalo prvá odborná pozorování a měření. Dalšího roku bylo na ostrově přinuceno přezimovat 11 námořníků ze ztroskotané lodi, bylo to prvé přezimování v celé Antarktidě.
Při rozdělování nejjižnějšího kontinentu si sektor, ve kterém se mj. nachází ostrov krále Jiřího i celé Jižní Shetlandy, přivlastnilo Spojené království Velké Británie a Irska. Ostrov byl, jako součást Jižních Shetland, spravován od roku 1908 z Falklandských ostrovů. V roce 1940 na toto dosud britské území vznesly nárok Argentina a Chile. Nevyřešený spor byl roku 1961 zakonzervován tzv. Smlouvou o Antarktidě, ve které se účastníci dohodli dočasně neuplatňovat územní požadavky, zachovat současný stav a neuplatňovat na "svá" území vlastnické práva. Zároveň lze podle smlouvy Antarktidu využívat pouze pro vědecké účely a není možno tam provádět hospodářskou činnost.
V roce 1962 byl ostrov s celým souostrovím včleněn do nově vzniklého Britského antarktického území, které je od roku 1989 spravováno Ministerstvem zahraničí v Londýně.

## Krajina

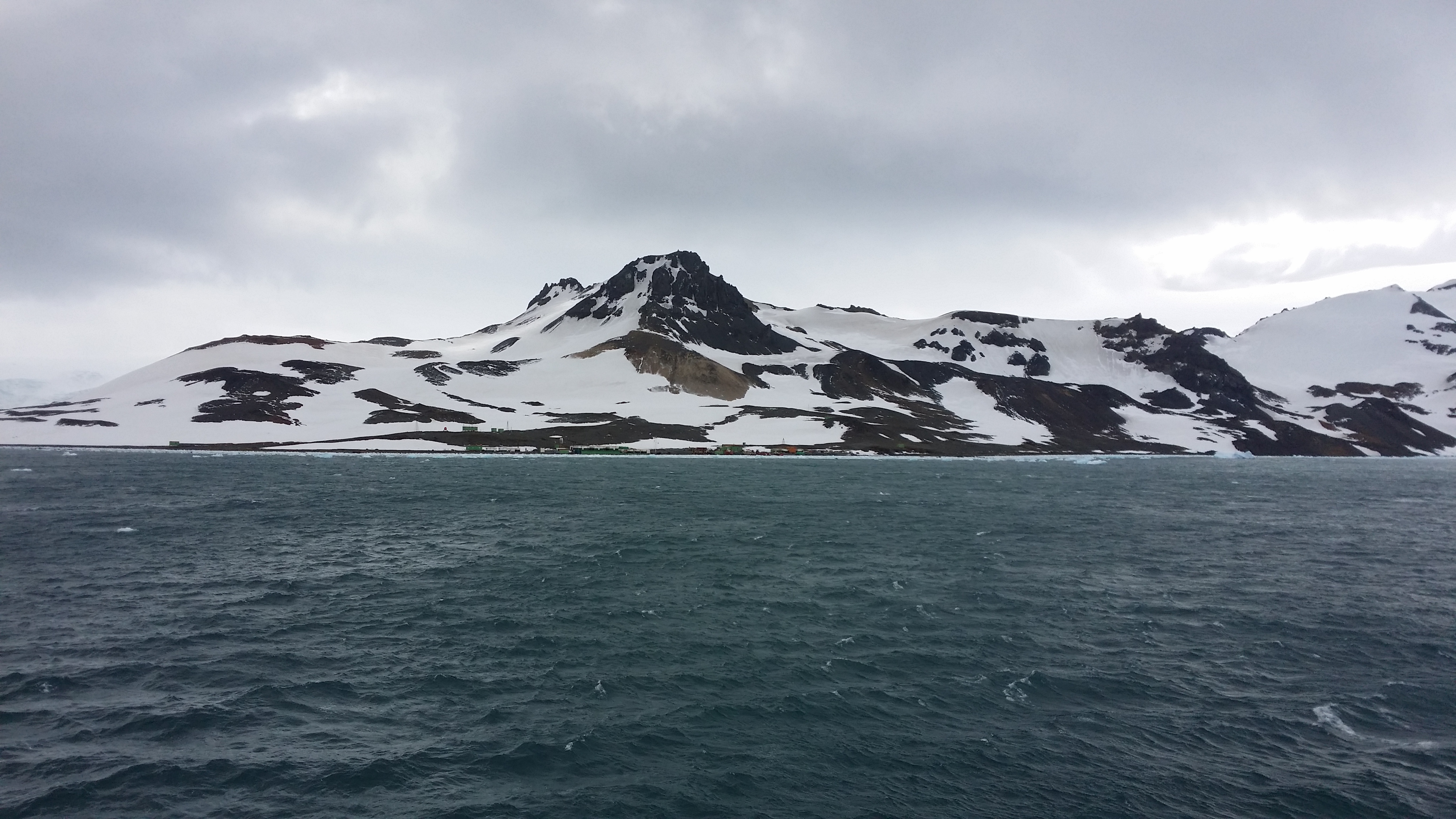
Admiralty Bay

Z více než 90 % je ostrov trvale pokryt ledovcovými čapkami nebo ledovcovými splazy směřujícími do údolí a k pobřeží. Skalnaté vrcholky, ne vyšší než 600 až 700 m, většinou z ledové pokrývky vyčnívají. Maximální naměřená tloušťka ledovce činila 326 m. Větší odledněné plochy se nacházejí pouze na jižním pobřeží ostrova, v relativně hlubokých mořských zátokách, jsou to pobřežní pásy o šíři několika stovek metrů. Jinak je pobřeží členěno do mnoha hlubokých a skalnatých fjordů a zátok. Na ostrově je také spousta sladkovodních jezer po převážnou část roku pokrytých ledem o tloušťce až 1 m.
Vlastní ostrov je sopečného původu, je součásti podmořského horského hřbetu vedoucího z Jižní Ameriky až na Antarktický poloostrov. Podloží ostrova sestává ze čtyř tektonických bloků oddělených podélnými zlomy patrně z doby třetihorní. Glaciální a postglaciální sedimenty jsou čtvrtohorního původu. Na pobřežních rovinách je zřetelný ústup ledovců a rozšiřování odledněné plochy způsobené patrně globálním oteplováním.

## Flora a fauna

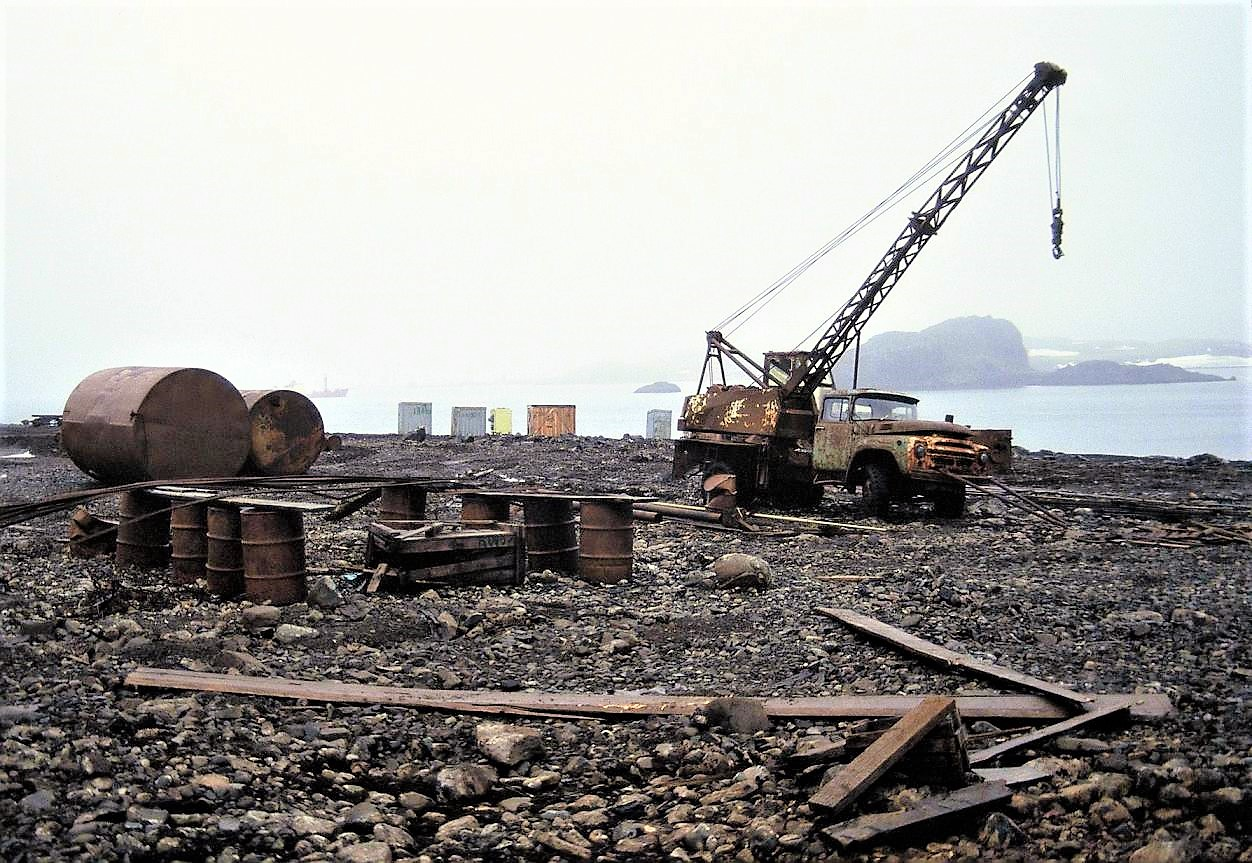
Odpad na pobřeží u stanice Bellingshausen

Rostlinstvo se vyskytuje jen v nezaledněných pásech a to velice střídmě. Do nadmořské výšky 60 m vyrůstají mechorosty a v příznivých oázách dvě kvetoucí rostliny tráva metlice antarktická (Deschampsia antarctica) a bylina z čeledě hvozdíkovitých Colobanthus quitensis. Invazně se zde vyskytuje rovněž kvetoucí lipnice roční (Poa annua). Výše, na suchých místech a na skalách vyrůstají téměř výhradně houby a lišejníky, na místech omývaných mořskou vodou rostou řasy.

Pobřeží si k hnízdění vybírají tučňáci kroužkoví, oslí a uzdíčkoví. Naopak na strmých skaliskách si svá hnízda staví buřňáci, buřňáčci, chaluhy, racci, rybáci a štítonosi. Savci na ostrově žádní trvale nežijí, zato se na jeho pobřeží pravidelně vracejí vyvést svá mláďata rypouši sloní, lachtani antarktičtí a tuleni krabožraví, leopardí a Weddellovi.

## Počasí
Na ostrově je průměrná roční teplota −2,8 °C, za posledních 50 let potupně vzrostla o 1,1 °C. Průměrná teplota za 10 let dosahuje v nejchladnějším měsíci −7,1 °C (extrém −32,3 °C) a průměrná teplota v nejteplejším měsíci dosahuje +2,3 °C (extrém +16,7 °C). Kladné teplotní hodnoty bývají v prosinci, lednu a únoru, nulové v listopadu a březnu.
Je zde typicky přímořské podnebí, malý rozdíl v letních a zimních teplotách. Teplé a vlhké západní až severozápadní větry přinášejí hodně oblačnosti a srážek, často zde prší i v zimním období a naopak sněží v průběhu léta. Srážky jsou zde evidovány v 70 % dnů. Vyjasnění oblohy signalizuje příchod studeného větru a pokles teplot. Mořská hladina je mezi dubnem a prosincem zamrzlá.

## Využití

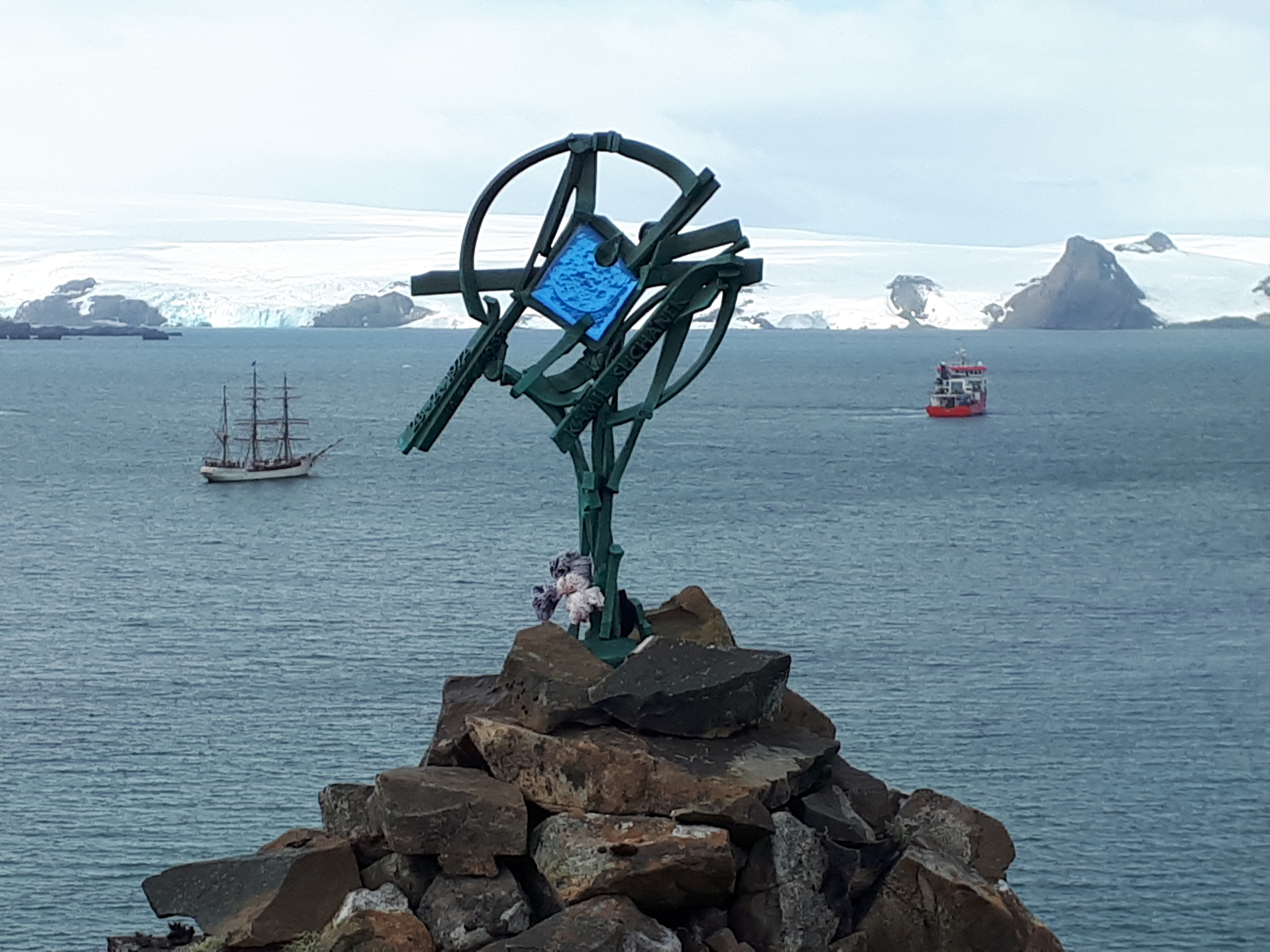
Pomníček na památku Kamila Suchánka, který zahynul během svého pobytu na základně Eco-Nelson.

Přestože ostrov krále Jiřího nemá trvalé obyvatele, je nejhustěji osídlenou částí Antarktidy. Na ostrově je mnoho polárních výzkumných stanic umístěných převážně na jižní straně ostrova, v zátokách Admiralty Bay a Maxwell Bay; v závětří pravidelně vanoucích větrů.
- Stanice s celoročním provozem:

Artigas (Uruguay)
Bellinsgauzen (Rusko)
Commandante Ferraz (Brazílie)
Chang Cheng (Čína)
Henryk Arctowski (Polsko)
Carlini (dříve Jubany, Argentina)
King Sejong (Korea)
Presidente Eduardo Frei Montalva (Chile)
- Stanice s letním provozem:

Ardley (Chile)
Machu Picchu (Peru)
Největší stanicí je chilská Presidente Eduardo Frei Montalva, vedle které je od roku 1984 i malé městečko Villa Las Estrellas. Žije v něm asi 88 lidí včetně asi 24 školou povinných dětí (v roce 1999), má školu, hřiště, knihovnu, minihotel, kostel i poštu.
Kromě specifického výzkumu se tyto stanice, v souladu s požadavky Světové meteorologické organizace (WMO), zabývají sběrem dat nutných k co nejpřesnějšímu předvídání počasí. Při rychlých změnách atmosférických podmínek v Antarktidě a v okolí nejjižnější částí amerického kontinentu je poskytování přesných předpovědí počasí pro letectvo i námořní dopravu velmi důležité.

## Poznámka
Na skále u polské antarktické stanice Henryk Arctowski je umístěno pietní dílo sochaře Otmara Olivy, náhrobek polárníků Kamila Suchánka a Miroslava Stuchlíka, kteří se v květnu 1993 ztratili na moři u stanice Eco-Nelson Jaroslava Pavlíčka na sousedním Nelsonově ostrově.

## Zvláštnosti ostrova

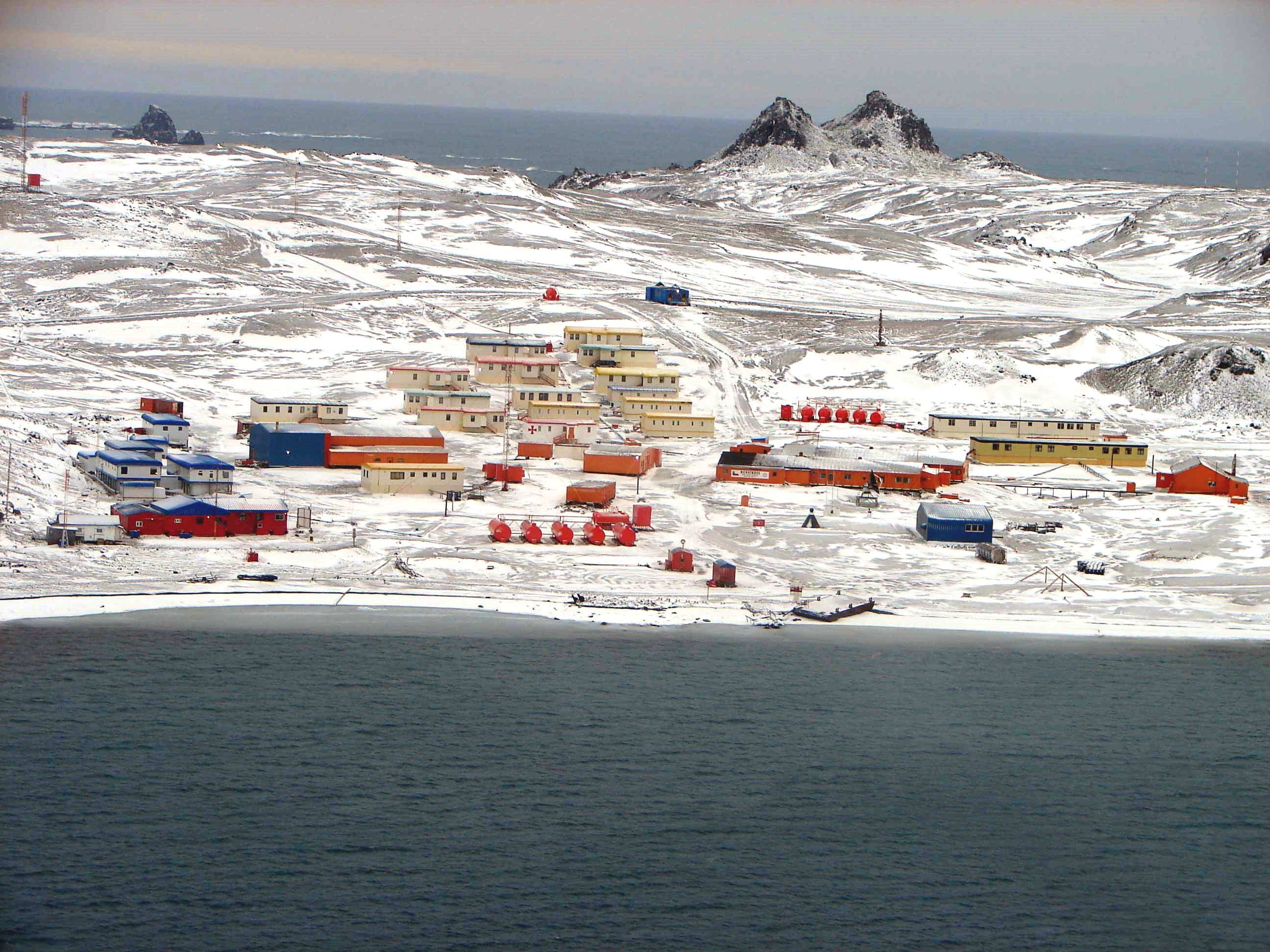
Chilská stanice Presidente Eduardo Frei Montalva
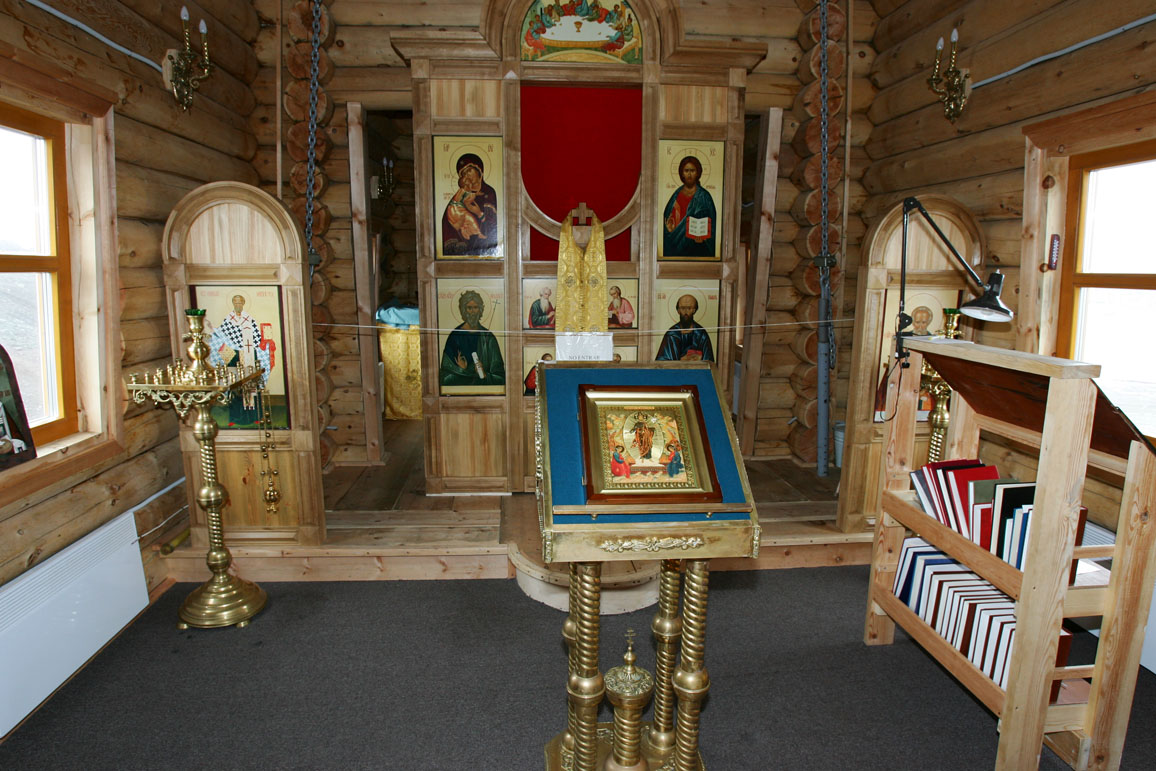
Interiér pravoslavného chrámu na ostrově
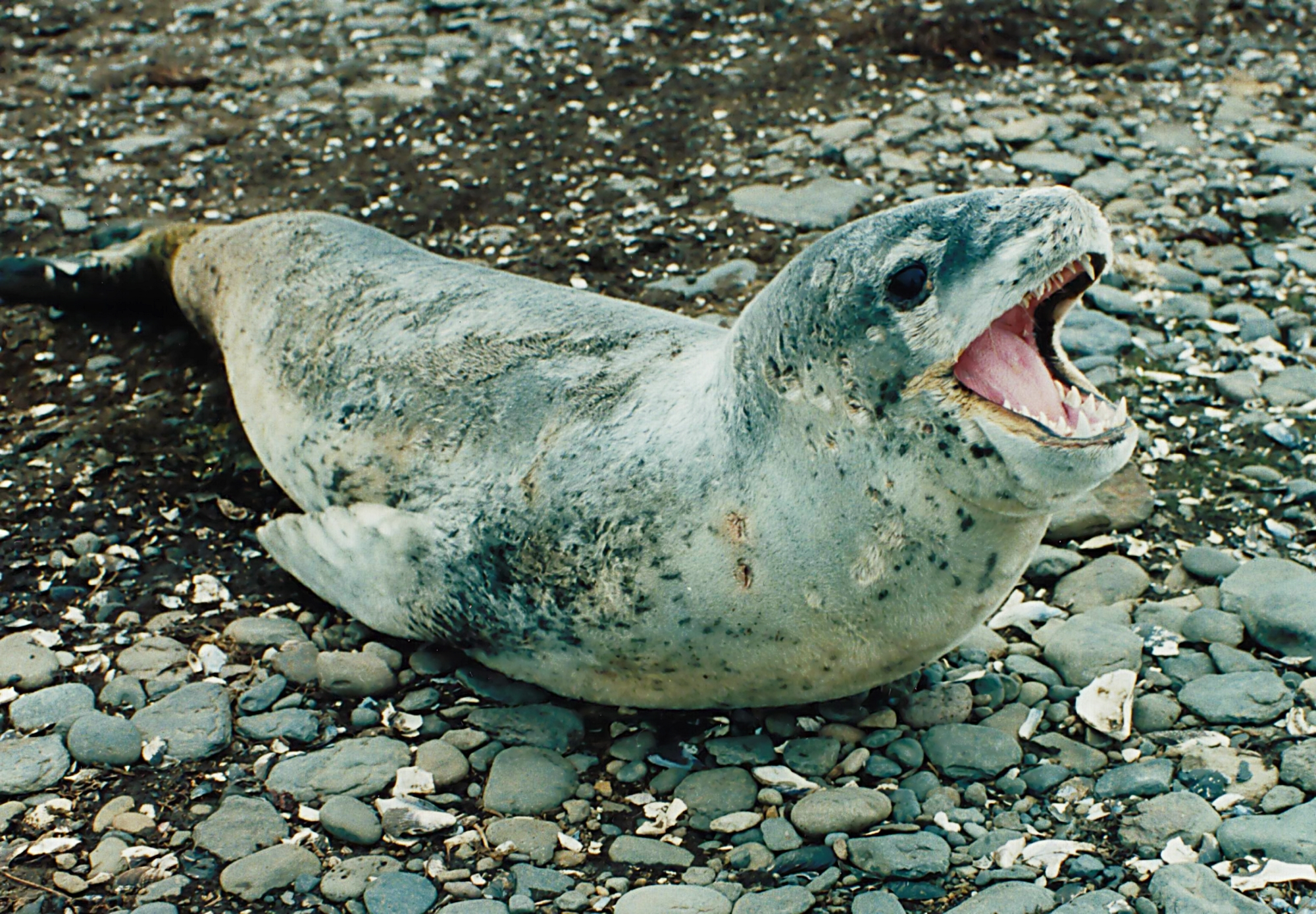
Tuleň leopardí